# Pampa (Texas)
Pampa ist die Bezirkshauptstadt und Sitz der Countyverwaltung (County Seat) des Gray County im US-Bundesstaat Texas in den Vereinigten Staaten. Das U.S. Census Bureau hat bei der Volkszählung 2020 eine Einwohnerzahl von 16.867 ermittelt.

## Geographie
Die Stadt liegt im Norden von Texas, im sogenannten Texas Panhandle im Nordwesten des Countys, an der Kreuzung des U.S. Highway 60 mit den Highways U.S. Highway 70, U.S. Highway 152 sowie U.S. Highway 273  und hat eine Gesamtfläche von 22,6 km².

## Geschichte
Die Gründung der Stadt geht zurück bis 1887, als die Southern Kansas Railway an dieser Stelle eine Eisenbahnstation einrichtete. Der erste Einwohner war Thomas H. Lane, ein Eisenbahn-Vorarbeiter dieser Sektion, der sich hier mit seiner Familie niederließ. Der Ort hieß zuerst Glasgow und danach Sutton. Den Namen Pampa bekam der Ort, da die Gegend ähnlich der Pampa in Argentinien war.

## Demografische Daten
Nach der Volkszählung im Jahr 2000 lebten hier 17.887 Menschen in 7.387 Haushalten und 5.074 Familien. Die Bevölkerungsdichte betrug 791,1 Einwohner pro km2. Ethnisch betrachtet setzte sich die Bevölkerung zusammen aus 83,69 % weißer Bevölkerung, 3,85 % Afroamerikanern, 1,07 % amerikanischen Ureinwohnern, 0,41 % Asiaten, 0,03 % Bewohnern aus dem pazifischen Inselraum und 8,22 % aus anderen ethnischen Gruppen. Etwa 2,73 % waren gemischter Abstammung und 13,72 % der Bevölkerung waren spanischer oder lateinamerikanischer Abstammung.
Von den 7.387 Haushalten hatten 30,4 % Kinder unter 18 Jahre, die im Haushalt lebten. 55,9 % davon waren verheiratete, zusammenlebende Paare. 9,8 % waren allein erziehende Mütter und 31,3 % waren keine Familien. 28,8 % aller Haushalte waren Singlehaushalte und in 15,3 % lebten Menschen, die 65 Jahre oder älter waren. Die Durchschnittshaushaltsgröße betrug 2,39 und die durchschnittliche Größe einer Familie belief sich auf 2,94 Personen.
25,9 % der Bevölkerung waren unter 18 Jahre alt, 7,4 % von 18 bis 24, 25,4 % von 25 bis 44, 22,6 % von 45 bis 64, und 18,7 % die 65 Jahre oder älter waren. Das Durchschnittsalter war 39 Jahre. Auf 100 weibliche Personen aller Altersgruppen kamen 91,0 männliche Personen. Auf 100 Frauen im Alter von 18 Jahren und darüber kamen 86,8 Männer.

Das jährliche Durchschnittseinkommen eines Haushalts betrug 31.213 USD, das Durchschnittseinkommen einer Familie 39.810 USD. Männer hatten ein Durchschnittseinkommen von 32.717 USD gegenüber den Frauen mit 20.492 USD. Das Prokopfeinkommen betrug 17.791 USD. 14,8 % der Bevölkerung und 12,1 % der Familien lebten unterhalb der Armutsgrenze. Davon waren 19,7 % Kinder und Jugendliche unter 18 Jahren und 9,4 % waren 65 oder älter.

## Söhne und Töchter der Stadt
- Mary Castle (1931–1998), Schauspielerin
- Kenneth A. Minihan (* 1934), von 1996 bis 1999 Direktor der National Security Agency (NSA)
- Stephen B. Oates (1936–2021), Historiker, Autor und Professor an der University of Massachusetts Amherst
- Zach Thomas (* 1973), American-Football-Spieler
- Cody Canada (* 1976), Countrymusiker